# Macropus robustus
Macropus robustus é uma espécie de marsupial da família Macropodidae.
Endêmica da Austrália.